# Passiflora coccinea
Passiflora coccinea je biljna vrsta iz porodice Passifloraceae. Brzorastuća je penjačica. Daje prugaste, 2 cm duge plodove jestive pulpe.
Njeni lijepi tamnocrveni cvjetovi su slični onima Passiflore vitifolie. U uzgoju ju se razmnožava sjemenski ili reznicama. Plod joj je sličan plodu Passiflore capsularis, jer njihovi plodovi su jedini koji su crvene boje u porodici Passifloraceae. Plod se obično jede svjež.
Domovina joj je amazonsko područje Perua, Brazila, Bolivije, kao i Venezuele i Guayanas.
Većina biljaka koje se uzgaja kao Passiflora coccinea su zapravo Passiflora miniata Vanderpl.
Sinonimi su:
- P. coccinea var. minor Mast.
- P. coccinea var. velutina (DC.) Mast.
- P. fulgens Wallis ex E. Morren
- P. toxicaria Barb. Rodr.
- P. velutina DC.
- Tacsonia coccinea Barb. Rodr.
- Tacsonia pubescens DC.